# Maharu Kondo
Maharu Kondo (født 24. januar 1996) er en kvindelig japansk håndboldspiller som spiller for lzumi Maple Reds og Japans kvindehåndboldlandshold.
Hun repræsenterede Japan, da hun var blandt de udvalgte i landstræner Ulrik Kirkelys endelige trup ved Sommer-OL 2020 i Tokyo, hvor holdet endte på en samlet 12. plads.